# Jozef Dukes
Jozef Dukes (Verebély, 1952.) újságíró, vállalkozó.

## Élete
A nyitrai Szlovák Mezőgazdasági Egyetemen végzett.
Egyetemistaként a Poľnohospodár c. folyóirat szerkesztőségében dolgozott. A tanulmányai befejezését követően a Roľnícke noviny napilap munkatársa volt. 1991-től magánvállalkozó, 1991-ben alapította a Plus Trade, 1993-ban a Spoločnosť 7 Plus cégeket. Utóbbi jelenleg a második legnagyobb szlovákiai kézben lévő kiadó. A Plus jeden deň napilap, a Plus7 dní,  Báječná Žena és a Šarm hetilapok, illetve a Záhradkár, Zdravie, Emma, Pekné bývanie, Dobré jedlo, Brejk, Poľovníctvo a rybárstvo, Mamina havilapok kiadója. Ezen felül gyereklapokat is kiad.
A Poľnohospodár szerkesztőbizottsági tagja.

## Elismerései
- 2005 Verebély város elismerése

## Művei
- 2011 Vráble na starých pohľadniciach. (tsz. Jozef Trubíni)
- 2023 Slovenské synagógy na starých pohľadniciach. Bratislava (tsz. Eugene Slutsky)[3]